# Wassermühle von Aner
Die Wassermühle von Aner (schwedisch Aner vattenkvarn) befindet sich auf der schwedischen Insel Gotland. Sie ist eine der Mühlen, die am Fluss Anerån zwischen Othem und Boge lagen. Sie wurde etwa 1890 gebaut und war bis in die Mitte der 1940er Jahre in Betrieb.
Die Mühle hat ein Wasserrad von ungefähr sechs Metern Durchmesser. Da die Wassermenge in den gotländischen Flüssen nicht groß ist, sind Mühlen mit so genannten Unterfallrädern ausgestattet, bei denen das Wasser im unteren Teil des Rades auf die Radschaufeln trifft. Dicht bei der Mühle wurde ein Damm errichtet, um Wasser aufzustauen. Im Mühlenhaus gibt es doppelte Mühlsteinpaare. 

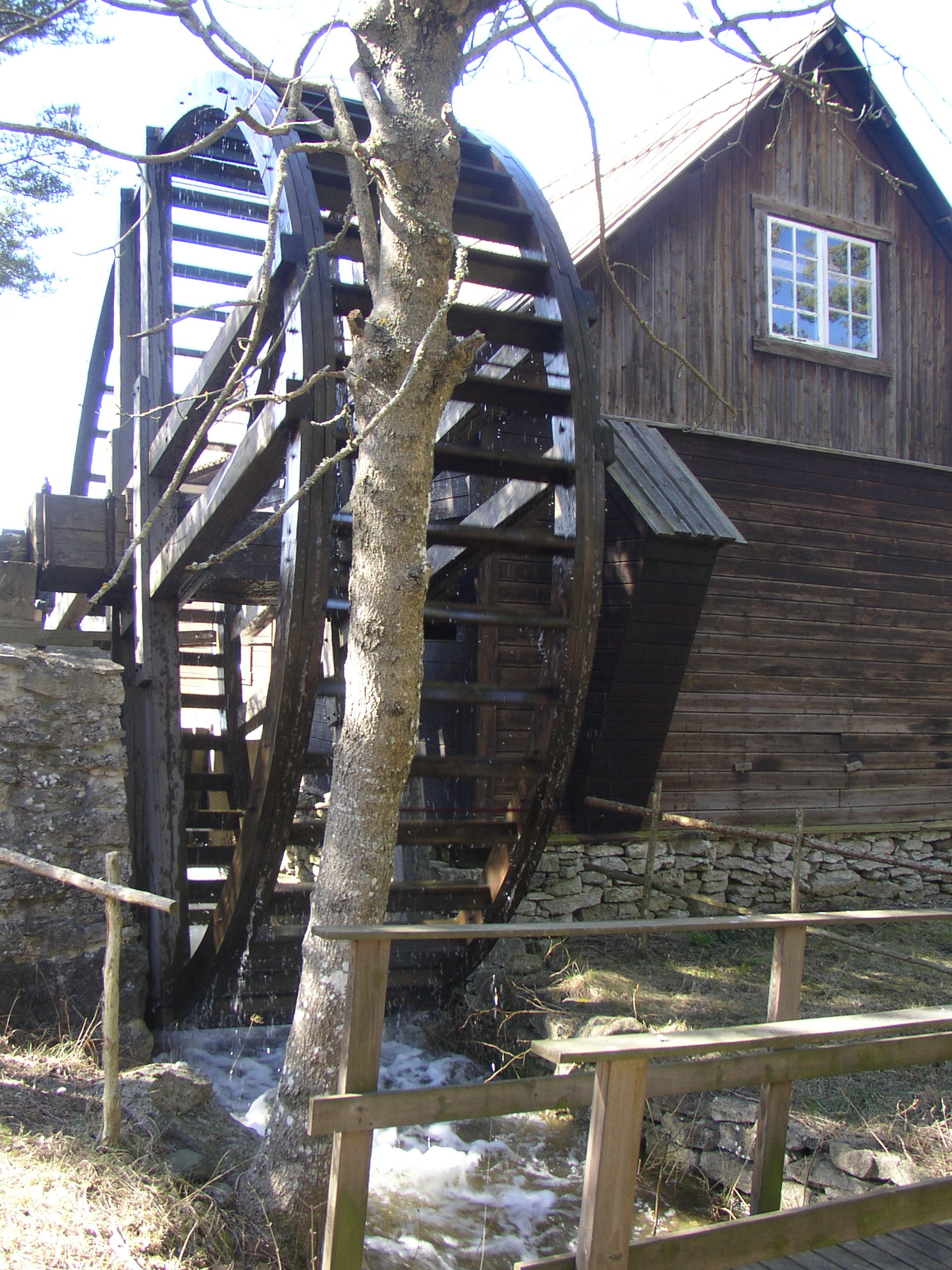
Wasserrad in Betrieb

Zum Betrieb der Mühle wurde ein kurzer Mühlgraben errichtet, das Wasser des Grabens und des Flusses speisen einen Teich unterhalb der Mühle, von dort fließt der Fluss noch einige Hundert Meter bis zur Mündung in die Boge-Bucht der Ostsee. Mühle, Graben, Damm und Wälle sind durch den Heimatverein restauriert worden. Heute mahlt die Mühle noch im April und Oktober. Früher wurde während des Frühlings und Herbstes gemahlen, wenn die Wassermenge ausreichte.
Mühlen waren ein wichtiger Faktor der Selbstversorgung auf Gotland. Es gab sie auf dem einen oder anderen Hof. Heute sind die meisten stillgelegt oder teilweise verfallen. Wasser- und Windmühlen gab es seit dem Mittelalter. Mitte des 17. Jahrhunderts verzeichnete man auf der Insel 134 Mühlen. Im Süden gab es hauptsächlich Windmühlen. Die Anzahl der Mühlen hat sich in der Mitte des 19. Jahrhunderts, nachdem die staatliche Aufsicht und Steuern auf das Mahlen wegfielen, stark vergrößert. Im Zusammenhang mit der Trockenlegung der Moore verschwanden oftmals die Voraussetzungen für den Betrieb von Wassermühlen. Stattdessen wurden Mühlen errichtet, die mit Dampf, Strom oder Verbrennungsmotoren betrieben wurden. Einige Windmühlen wurden restauriert und sind sogar seit einer Reihe von Jahren wieder in Betrieb. Beispiel ist die Windmühle an der Straße nach Faludden, wo ganzjährig gemahlen wird.

## Lage
Die Mühle befindet sich im  Nordosten Gotlands, in der Nähe des Sees Bogeviken und der Kirche von Boge, 3 km westlich von Slite, 29 km nordöstlich von Visby und 10,5 km östlich von Tingstäde.